# Адріан Бакшайдер
Адріан Бакшайдер (фр. Adrien Backscheider) — французький лижник, олімпійський медаліст, призер чемпіонату світу. 
Бронзову  олімпійську медаль Бакшайдер здобув на Пхьончханській олімпіаді 2018 року в складі французької естафети в гонці 4х10 км. 

## Зовнішні посилання
- Досьє на сайті FIS [Архівовано 22 жовтня 2017 у Wayback Machine.]

## Виноски
1. ↑  Men's 4 × 10 kilometre relay results (PDF). Архів оригіналу (PDF) за 28 червня 2021. Процитовано 13 квітня 2018.